# Nectandra mirafloris
Nectandra mirafloris là một loài thực vật thuộc họ Lauraceae. Đây là loài đặc hữu của Nicaragua.